# 片岡健太
片岡 健太（かたおか けんた、1985年9月30日-）は日本の男性ミュージシャン、歌手、ソングライター、ギタリストである。バンドsumikaのメンバー。神奈川県川崎市出身。

## 略歴
2002年1月にsumikaの前身となるロックバンド「banbi」（結成時は「BAN⭐︎BI」）を結成。
2007年8月に就職するかバンドを続けるか悩んでいたところ、ROCK IN JAPAN FESTIVALでBUMP OF CHICKENの演奏を生で見て感動し、自分もバンドを続けたいと決心する。 「ロッキンは俺の人生を変えてくれたフェス。就職しようかと思ってた頃にBUMPが出た年に来て、ステージに立つ人生でありたいと思った。そのフェスが3年振りに開催できたのは、夏に野外でデカい音で音楽を聴きたいというあなたの思いが生きたからです。守ってくれてありがとう」と2022年の同フェスにて発言している。
2013年5月17日、「sumika」を結成。2018年4月25日に「Fiction e.p」をリリースし、sumikaのメンバーとしてメジャーデビュー。同月28日「Radio Bestsellers」のメンバーとして歌唱に参加した、FM802のACCESSキャンペーンソング「栞」が期間限定でレンタルリリースされた。
2019年3月、めざましテレビのマンスリーエンタメプレゼンターに起用された。
2021年3月24日、筒美京平のトリビュート・アルバム「筒美京平SONG BOOK」に参加。
2022年5月25日、Hey! Say! JUMPに「春玄鳥」の作詞、同年6月には「サンダーソニア」を作詞・作曲。自身初となるエッセイ「凡者の合奏」を発売。
2024年4月26日、「Radio Happy Willows」のメンバーとして歌唱に参加した、FM802のACCESSキャンペーンソング「はなむけ」が期間限定で配信リリースされた。
2025年2月7日、ナノ・ユニバースとのファッションプロジェクト「Te Ni Wo Ha」をスタートさせ、同日から2月23日までの期間限定で、ZOZOTOWNにてファッションアイテムの販売を開始した。

## 人物
自身がメンバーとして在籍しているバンドsumikaでは、ギターとボーカルを担当しており、ほとんどの楽曲の作詞作曲も行っている。sumika結成前に、sumikaの一部メンバー含むロックバンド「banbi」を結成して活動していた。メインギターはフェンダー・ジャズマスター。義兄はダーリンハニーの吉川正洋。（吉川の妻が片岡の姉）『オードリーのオールナイトニッポン』リスナーを指す“リトルトゥース”である。

## ディスコグラフィ

### 参加作品
| 発売日        | 商品名                                | 歌手                | 楽曲                                                | 備考                                                            |
| ------------- | ------------------------------------- | ------------------- | --------------------------------------------------- | --------------------------------------------------------------- |
| 2013年11月3日 | 軌唱伝結                              | イトヲカシ          | 「Re;MilkyWay」「欠片」「うそつきだ、僕は」「walk」 | ギタリストでの参加。                                            |
| 2018年4月28日 | FM802×TSUTAYA ACCESS! SPECIAL EDITION | Radio Bestsellers   | 「栞」                                              | FM802のACCESSキャンペーン2018年度キャンペーンソング。歌唱参加。 |
| 2021年3月24日 | 筒美京平SONG BOOK                     | 筒美京平            | 「東京ららばい」                                    | 歌唱参加。                                                      |
| 2024年4月1日  | -（未音源化）                         | Radio Happy Willows | 「はなむけ」                                        | FM802のACCESSキャンペーン2024年度キャンペーンソング。歌唱参加。 |

### 楽曲提供
- 2022年5月25日 - Hey! Say! JUMP「春玄鳥」（作詞）[10]
- 2022年8月24日 - Hey! Say! JUMP 「サンダーソニア」（作詞・作曲）[10]
- 2024年7月31日 - CHiCO「Noel」（作詞）[20]
- 2024年7月31日 - SUPER EIGHT「Eighdays」（作詞・作曲）[21]
- 2024年9月24日 - Hey! Say! JUMP「UMP」（作詞）[22]
- 2025年1月22日 - 深澤辰哉(Snow Man)「iro iro」（作詞・作曲）
- 2025年3月5日　- 生田絵梨花「アンサンブル・シャングリラ」（作詞・作曲）
- 2025年4月7日　- Studio April「赤春花」（作詞・作曲）[23]

## 書籍

### エッセイ本
| 発売日        | タイトル   | 発売元   | ISBN          | 出典   |
| ------------- | ---------- | -------- | ------------- | ------ |
| 2022年6月23日 | 凡者の合奏 | KADOKAWA | 9784046056672 | [ 24 ] |

### 連載
- ダ・ヴィンチWeb「あくびの合唱」(2024年4月-)[25]

## 出演

### テレビ
- めざましテレビ (フジテレビ、2019年3月4日 - 2019年3月25日) - 2019年3月度マンスリーエンタメプレゼンター[26]

### ラジオ
- MUSIC FREAKS (FM802、2017年10月1日 - 2018年9月23日)[27]

### CM
- 進研ゼミ特別応援 CM「進め！小中高生」編 (2021年4月15日 -)[28]

### 雑誌
- 音楽と人 (2017年4月 -)